# Челмерс, Роберт
Роберт Челмерс, 1-й Барон Челмерс (1858—1938) — британский чиновник, колониальный губернатор Цейлона, востоковед и переводчик буддийских текстов.

## Биография
Родился в графстве Мидлсекс. Учился в Школе Лондонского сити и оксфордском Ориэль колледже. С 1882 года работал в структуре казначейства, в 1903—1907 годах в качестве помощника секретаря казначейства, в 1907—1911 годах председателя налогового управления, в 1911—1913 и 1916—1919 секретаря казначейства. С 1913 по 1915 год — губернатор Цейлона. Во время Первой мировой войны потерял двух сыновей. В 1919 году возведен в звание пэра, как барон Чалмерс. В 1924—1931 годах Мастер кембриджского Питерхаус-колледжа.